# Paradoxurinae
Paradoxurinae é uma subfamília de Viverridae descrita por John Edward Gray em 1864.